# Uncle Acid & the Deadbeats
Uncle Acid & the Deadbeats ist eine englische Doom-Metal- und Psychedelic-Rock-Band aus Cambridge.

## Geschichte
Die Band wurde im Jahr 2009 gegründet. Im Jahr 2010 erschien mit Vol. 1 das Debütalbum, ehe 2011 das zweite Album Blood Lust folgte. Nachdem am 18. März 2013 die Single Poison Apple veröffentlicht worden war, folgte das Album Mind Control am 15. April über Rise Above Records und am 14. Mai bei Metal Blade Records. Das Album wurde in den Chapel Studios unter der Leitung von Jim Spencer aufgenommen. Der Veröffentlichung folgten zwei Konzerte in London.

## Stil
Die Gruppe spielt eine Mischung aus Doom Metal und Psychedelic Rock der 1970er-Jahre, wobei die Gitarrenriffs an Black Sabbath erinnern. Nach eigenen Angaben wurde die Band von Künstlern wie Neil Young, Black Sabbath, The Beatles, Electric Wizard und The Kinks beeinflusst.

## Diskografie

### Alben
- 2010: Volume 1
- 2012: Blood Lust
- 2013: Mind Control
- 2015: The Night Creeper
- 2018: Wasteland
- 2023: Slaughter on First Avenue
- 2024: Nell’ Ora Blu

### Singles
- 2013: Poison Apple
- 2013: Mind Crawler
- 2013: Sharon Tate Experience – Christmas Killer
- 2014: Runaway Girls
- 2015: Waiting for Blood
- 2015: Melody Lane

### Kompilationsbeiträge
- 2013: Down to the Fire auf Something in the Water – A Rise Above Compilation[6][7]